# Bolitogyrus apicofasciatus
Bolitogyrus apicofasciatus (лат.) — вид коротконадкрылых жуков рода Bolitogyrus из подсемейства Staphylininae (Staphylinidae). Неотропика: Гватемала (Quetzaltenango), Мексика (Chiapas).

## Описание
Длина около 5 мм, окраска тела пёстрая, блестящая. Сходен с Bolitogyrus bullatus и отличается следующим: переднеспинка темно-коричневая на всем протяжении, брюшные сегменты (кроме VIII) светлее на вершине, без более светлых боковых полос, антенномеры I – X степени от красновато-желтого (I) до темно-коричневого, верхушечный сегмент не или чуть светлее предыдущего, от коричневого до темно-коричневого; прококса светло-желтая, мезо- и метакокса желтовато-коричневая (самец) или более темная, коричневая (самка); передние тазики без (самец) или с короткой, почти апикальной темной полосой, средние и задние тазики с темной полосой у вершины, полоса на задних тазиках отделена от вершины на расстоянии, заметно короче половины длины полосы. Все виды, входящие в линию видов Bolitogyrus bullatus, имеют общий выпуклый круговой выступ на макушке между глазами, особенность, не встречающаяся ни в каких других таксонах трибы Staphylinini. Эта относительно большая группа неотропических видов, вероятно, образует монофилетическую линию рода и распространена по всему неотропическому ареалу Bolitogyrus от Мексики до Эквадора. Антенномеры I—V усиков без плотного опушения; боковые части задних голеней без шипиков, только со щетинками; глаза сильно выпуклые и занимающие почти всю боковую поверхность головы. Обнаружены на гнилой древесине с грибами во влажных вечнозелёных лесах. Вид был впервые описан в 2014 году датским колеоптерологом Адамом Брунком (Adam J. Brunke; Biosystematics, Natural History Museum of Denmark, University of Copenhagen, Копенгаген, Дания).